# Wandrille Lefèvre
Wandrille Lefèvre (* 17. Dezember 1989 in Chartres, Frankreich) ist ein französisch-kanadischer Fußballspieler, der als Abwehrspieler eingesetzt wird.

## Werdegang

### Vereinskarriere
Lefèvre wurde in Frankreich geboren und ist dort aufgewachsen. Im Jahr 2003 zog er von Perpignan nach Kanada. Er besuchte das Collège Stanislas und die Université de Montréal. Er wurde für die Fußball-Auswahlmannschaften sowohl des College als auch der Universität, den Carabins de Montréal, eingesetzt. 
Ab 2011 war Lefèvre Teil der Montreal Impact Academy und spielte für die U-21-Auswahl von Montreal Impact. 2011 spielte er in zwei Spiele aushilfsweise für die erste Mannschaft der Impacts in der North American Soccer League, sodass er auf diese Weise zu seinem Profidebüt kam. Ab 2012 nahm er regelmäßig am Training des Profiteams von Montreal Impact teil und wurde in der MLS Reserve League eingesetzt.
Zum Februar 2013 stieß Lefèvre dann offiziell in die Profimannschaft von Montreal Impact, indem er gemeinsam mit Maxim Tissot einen Vertrag gemäß der Homegrown Player Rule unterschrieb und somit den MLS SuperDraft umgehen konnte.
Sein erstes Spiel in der Major League Soccer machte er am 27. April 2013, als er im Spiel gegen Chicago Fire für Alessandro Nesta eingewechselt wurde. In diesem Spiel bereitete er gleich ein Tor vor. In der Saison 2013 kam er insgesamt auf sechs Einsätze in der Liga, zudem spielte er in der CONCACAF Champions League und der Canadian Championship. Auch in der MLS Reserve League wurde Lefèvre mehrfach eingesetzt.
In der Saison 2014 wurde Lefèvre 15-mal in der MLS eingesetzt, dabei 13-mal von Beginn an. Zudem absolvierte er drei Gruppenspiele in der Champions League 2013/14 und spielte auch in der Canadian Championship.

### Nationalmannschaft
Im Juli 2015 erhielt Lefèvre die kanadische Staatsbürgerschaft und war somit auch für die kanadische Fußballnationalmannschaft einsatzberechtigt. Er entschied sich, zukünftig für die kanadische Auswahl auflaufen zu wollen, und kam am 13. Oktober 2015 im Freundschaftsspiel gegen die Auswahl Ghanas erstmals zum Einsatz.